# Va'an Džu'arjan
Va'an Džu'arjan (* 26. ledna 1978 Leninakan) je bývalý arménský zápasník – klasik.

## Sportovní kariéra
Zápasení se věnoval od útlého dětství. Specializoval se na řecko-římský styl. V arménské mužské reprezentaci s pohyboval od roku 1997 ve váze do 54 kg, kterou však do olympijského roku 2000 neudržel. V roce 2000 prohrál nominaci na olympijské hry v Sydney ve vyšší váze do 58 kg s Karenem Mnacakanjanem. Od roku 2003 žil ve Švédsku ve Stockholmu, kde zápasil za místní klub Spårvägens BK. V roce 2004 se neúčastnil olympijské kvalifikace na úkor Mnacakanjana a vzápětí na mistrovství Evropy v domácích podmínách v Haparandě získal pro Arménii titul mistra Evropy. V dalších letech se strídavě připravoval na mezinárodní turnaje. Sportovní kariéru ukončil v roce 2012 po nevydařené kvalifikaci na olympijské hry v Londýně.

## Výsledky
| Turnaj             | 1996 | 1997 | 1998 | 1999 | 2000 | 2001 | 2002 | 2003 | 2004 | 2005 | 2006 | 2007 | 2008 | 2009 | 2010 | 2011 |
| Turnaj             | 18   | 19   | 20   | 21   | 22   | 23   | 24   | 25   | 26   | 27   | 28   | 29   | 30   | 31   | 32   | 33   |
| Turnaj             | -57  | -54  | -54  | -54  | -58  | -58  | -60  | -60  | -60  | -60  | -60  | -60  | -60  | -60  | -60  | -60  |
| ------------------ | ---- | ---- | ---- | ---- | ---- | ---- | ---- | ---- | ---- | ---- | ---- | ---- | ---- | ---- | ---- | ---- |
| Olympijské hry     | —    |      |      |      | —    |      |      |      | —    |      |      |      | —    |      |      |      |
| Mistrovství světa  |      | 2.   | —    | —    |      | —    | —    | —    |      | 5.   | —    | —    |      | —    | úč.  | úč.  |
| Mistrovství Evropy | —    | —    | úč.  | úč.  | úč.  | úč.  | —    | —    | 1.   | —    | —    | —    | —    | —    | —    | úč.  |
| MS juniorů         | úč.  | úč.  | 2.   |      |      |      |      |      |      |      |      |      |      |      |      |      |
| ME juniorů         | —    | 4.   | úč.  |      |      |      |      |      |      |      |      |      |      |      |      |      |